# Будянська Тамара Миронівна
Будя́нська Тама́ра Миро́нівна (нар. 20 травня 1913 — ?) — радянський і український архітектор і мистецтвознавець.

## Біографія

Архітектор Тамара Будянська (крайня зліва) з колегами, 1940 рік

1936 року закінчила Київський будівельний інститут (нині Київський національний університет будівництва і архітектури). Здобувши вищу освіту, працювала в курортному управлінні міста Сочі. Там виконала проект клубу для працівників курортного управління. Як зазначила архітектор і мистецтвознавець Ніна Манучарова, в цьому проекті Будянська прагнула поєднати принципи ранньої тосканської архітектури Ренесансу з функціонально-плановим прийомом радянської архітектури. Проект було прийнято для будівництва.
Від 1938 року Будянська стала працювати в Києві — в Укрцивільбудпроекті. 1939 року комсомольська бригада в складі Тамари Будянської, Асі Майзельс та інших випустила цікавий проект житлового будинку на 40 квартир.
Вивчала особливості архітектури середньовічних оборонних споруд. 1961 року видала накладом 10 тисяч примірників книжку про Кам'янець-Подільську фортецю. 1998 року, розглядаючи цю працю, кандидат історичних наук Микола Петров писав:
|  | На початку 60-х років побачила світ праця Т. Будянської «Замок у Кам'янці-Подільському». Характеризуючи особливості військової історії та топографію Кам'янця-Подільського, дослідниця зауважує, що місто і замок досить вдало розташовані на місцевості і відповідають всім вимогам оборони епохи середньовіччя. Не випадково головну увагу Т. Будянська приділяє топографії таких міських укріплень, як Польська і Руська брами, Вітряні ворота, окремі міські башти тощо. Найбільшу увагу авторка звертає на Руську браму, подає місце її локалізації та значення в системі оборони міста, з'ясовує характерні особливості укріплення. Цінним виступає той факт, що Т. Будянська проводила натурні дослідження брами, в результаті яких вдалося отримати окремі її креслення. В праці виявлено також креслення Кушнірської башти, літографію кам'янецького замку і Старого замкового мосту, виконану 1853 р. художником Брезе, ряд фотографій різних оборонних споруд міста XVI–XVIII ст. тощо |

## Праці
- Будянська Т. М. Замок у Кам'янець-Подільському (Пам'ятник архітектури XIV—XVIII ст.ст.). — К: Державне видавництво літератури з будівництва і архітектури УРСР, 1961. — 32 с.
- Будянська Т. М. Організувати видання теоретичних праць з української архітектури // Архітектура Радянської України. — 1940. — № 8. — С. 42—43.
- Будянська Т. М. В. І. Ленін про мистецтво і принципи художньої творчості // Архітектура Радянської України: Орган Спілки радянських архітекторів УРСР. — 1941. — № 5. — С. 4—6.
- Будянська Т. М. Про охорону пам'яток архітектури України // Архітектура Радянської України. — 1945. — № 8. — С. 44—48.
- Будянская Т. М. Влияние количества квартир в секции на планировку и стоимость жилых домов // Вопросы массового жилищного строительства. Практика проектирования и строительства. — Т. 5. — Киев: Государственное издательство литературы по строительству и архитектуре УССР, 1962. — С. 74—81.
- Лысая Л. Г., Будянская Т. М. Организация сети лечебных учреждений в административных районах Украинской ССР // Планировка, застройка и благоустройство сел Украинской ССР: Сборник. — Выпуск I. — К.: Будівельник, 1973. — С. 84—91.